# Sokolec
Sokolec (Micrastur) je rod sokolovitých ptáků obývajících tropické a subtropické lesy Latinské Ameriky od Mexika po Brazílii. Některými svými znaky, např. krátkými křídly a delšími ocasními pery, se shodují spíše s jestřábi a krahujci, neboť v Americe zastávají jejich ekologickou roli a tak jsou mnohem mrštnější v hustých lesích než ostatní sokolovití, kteří spíše vyhledávají volný prostor. Mají mimořádně dobrý sluch. Živí se ptáky, savci i plazy. Loví obdobně jako jestřáb lesní: zaujmou nenápadnou pozici a čekají na kořist, na kterou pak rychle zaútočí a krátce ji pronásledují. Jsou vynalézaví lovci a jsou schopni chytit i kořist pronásledováním po zemi.
V roce 1997 objevil Andrew Whittaker nový druh sokolce v brazilském státě Pará. Jde o kryptický druh velmi podobný sokolci amazonskému (Micrastur gilvicollis), odlišuje ho převážně jiný hlas. Nový druh byl popsán v roce 2002 jako Micrastur mintoni, české jméno sokolec utajený navrhl Jan Hošek.

## Druhy
- sokolec pralesní (Micrastur ruficollis)
- sokolec tmavý (Micrastur plumbeus)
- sokolec amazonský (Micrastur gilvicollis)
- sokolec tmavovohřbetý (Micrastur mirandollei)
- sokolec lesní (Micrastur semitorquatus)
- sokolec obojkový (Micrastur buckleyi)
- sokolec utajený = sokolec tropický (Micrastur mintoni)

Českým názvem sokolec se také nazývá příbuzný druh sokolec volavý (Herpetotheres cachinnans), jediný druh rodu Herpetotheres.